# Controguerra passito rosso
Le Controguerra passito rosso est un vin italien à base de raisins passerilé de la région Abruzzes doté d'une appellation DOC depuis le 20 août 1996. Seuls ont droit à la DOC les vins rouges récoltés à l'intérieur de l'aire de production définie par le décret.
Vieillissement minimum légal : 1 an.
Le vin rouge du type passito rosso répond à un cahier des charges moins exigeant que le Controguerra passito rosso annoso, essentiellement en relation avec le vieillissement. 

## Aire de production
Les vignobles autorisés se situent en province de Teramo dans les communes de Controguerra, Torano Nuovo, Ancarano, Corropoli et Colonnella.

## Caractéristiques organoleptiques
- couleur : rouge grenat
- odeur: caractéristique
- saveur: doux, harmonique, plein.

Le Controguerra passito rosso se déguste à une température de 10 à 12 °C et il se gardera 3 à 5 ans.

## Production
Province, saison, volume en hectolitres :
- pas de données disponible